# Phương Thanh (diễn viên)
Phương Thanh (14 tháng 10 năm 1956 – 13 tháng 2 năm 2009) là một nữ diễn viên điện ảnh và truyền hình Việt Nam. Phương Thanh được biết tới nhiều nhất qua vai diễn Hiền "cá sấu" trong bộ phim Tội lỗi cuối cùng (1978) của đạo diễn Trần Phương, mà đã trở thành một biệt danh quen thuộc của bà.

## Cuộc đời và sự nghiệp
Bà tên thật là Phương Thị Thanh, sinh ngày 14 tháng 10 năm 1956 tại Hà Tây. Bà tốt nghiệp khóa 2 trường Điện ảnh Việt Nam, cùng khóa với nhiều diễn viên nổi tiếng sau này của Điện ảnh Việt Nam như Như Quỳnh, Diệu Thuần, Thanh Quý. Năm 20 tuổi, Phương Thanh có vai diễn đầu tiên trong bộ phim Đứa con nuôi của đạo diễn Nguyễn Khánh Dư. Năm 1977, bà tốt nghiệp và về công tác tại Xưởng Phim truyện Việt Nam. Năm 1978, Phương Thanh được đạo diễn Trần Phương chọn vào vai chính, nữ tướng cướp Hiền "cá sấu" trong bộ phim Tội lỗi cuối cùng. Vai diễn này đã giúp Phương Thanh giành giải Bông sen vàng cho Nữ diễn viên chính xuất sắc nhất tại Liên hoan phim Việt Nam lần thứ V, khi mới ở tuổi 23.
Trong hơn 30 năm gắn bó với sự nghiệp diễn viên, Phương Thanh đã tham gia trên 50 bộ phim truyện nhựa, gần 100 phim truyền hình. Ngoài vai Hiền "cá sấu", bà còn có các vai diễn để lại dấu ấn như Thảo (Ai giận ai thương), Sùng Trinh (Lưu lạc và Trở về Sam Sao), Liễu (Rừng lạnh), Kiều Trinh (Bãi biển đời người), Yến (Ông Hai Cũ), Kiều Oanh (Kỷ niệm đồi trăng), Mai (Nửa chừng xuân)... Cùng với Như Quỳnh, Phương Thanh là một trong hai nữ diễn viên điện ảnh miền Bắc đầu tiên gây ấn tượng với công chúng ở miền Nam sau khi đất nước thống nhất; đồng thời cũng là một cái tên đảm bảo của sự thành công cả về nghệ thuật và khán giả trong mỗi bộ phim tham gia.
Từ sau khi lập gia đình, Phương Thanh ít tham gia vào các hoạt động điện ảnh hơn trước. Vai diễn cuối cùng của bà là vai bà mẹ trong bộ phim truyền hình dài tập Mùa cưới (2007) của đạo diễn Đỗ Minh Tuấn. Vốn có tiền sử cao huyết áp, bà qua đời vào ngày 13 tháng 2 năm 2009 tại Viện Quân y 108, Hà Nội sau một cơn tai biến mạch máu não khi chỉ mới 53 tuổi.
Phương Thanh đã được Nhà nước Việt Nam phong tặng danh hiệu Nghệ sĩ ưu tú năm 1993 và truy tặng danh hiệu Nghệ sĩ nhân dân vào năm 2012. Bà là một trong số các nghệ sĩ điện ảnh Việt Nam có tên trong Bách khoa toàn thư điện ảnh Liên Xô.

## Các phim đã tham gia

### Điện ảnh
| Năm  | Phim                     | Vai diễn      | Đạo diễn                | Nguồn |
| ---- | ------------------------ | ------------- | ----------------------- | ----- |
| 1976 | Đứa con nuôi             | Thoa          | NSND Nguyễn Khánh Dư    |       |
| 1977 | Những đứa con            | Hạnh          | NSND Nguyễn Khánh Dư    |       |
| 1978 | Tội lỗi cuối cùng        | Hiền "cá sấu" | NSND Trần Phương        |       |
| 1978 | Mưa rơi trên thành phố   | Nha Trang     | NSND Trần Phương        |       |
| 1978 | Ngày mưa cuối năm        |               | NSND Đặng Nhật Minh     |       |
| 1979 | Những người đã gặp       | Nga           | NSND Trần Vũ            |       |
| 1979 | Những con đường          | Kim Liên      | Nông Ích Đạt            |       |
| 1980 | Ai giận ai thương        | Thảo          | NSND Bạch Diệp          |       |
| 1980 | Câu lạc bộ không tên     | Hằng          | NSND Nguyễn Khắc Lợi    |       |
| 1981 | Rừng lạnh                | Liễu          | NSND Trần Phương        |       |
| 1981 | Hi vọng cuối cùng        | Hòa           | NSND Trần Phương        |       |
| 1983 | Sẽ đến một tình yêu      | Nga           | NSND Phạm Văn Khoa      |       |
| 1983 | Bãi biển đời người       | Kiều Trinh    | NSND Hải Ninh           |       |
| 1984 | Người chiến sĩ thầm lặng | Hơ Mây        | NSND Phạm Văn Khoa      |       |
| 1985 | Chỉ còn lại một mình     | Ê Ban         | NSND Nguyễn Hồng Sến    |       |
| 1985 | Trở về Sam Sao           | Sùng Trinh    | NSƯT Nguyễn Xuân Chân   |       |
| 1985 | Hai Cũ                   | Yến           | Lam Sơn                 |       |
| 1986 | Kỉ niệm đồi trăng        | Kiều Oanh     | NSƯT Hà Văn Trọng       |       |
| 1986 | Cầu Rạch Chiếc           | Tú Anh        | NSƯT Lê Mộng Hoàng      |       |
| 1987 | Những tháng năm đẹp nhất | Trúc          |                         |       |
| 1988 | Những mảnh đời rừng      | Liên          | NSND Trần Vũ, Jörg Foth |       |
| 1989 | Nửa chừng xuân           | Mai           | NSƯT Lê Đức Tiến        |       |
| 1989 | Đời mưa gió              | Thủy          | NSƯT Đức Hoàn           |       |
| 1997 | Trưởng ban dân số        | Thơ           | NSƯT Trần Trung Nhàn    |       |
| 2002 | Vua bãi rác              | Chủ quán bar  | Đỗ Minh Tuấn            |       |
| 2004 | Mái trường yên tĩnh      | Hiệu Phó Dung | NSND Bùi Cường          |       |

### Truyền hình
| Năm  | Phim                           | Vai diễn     | Đạo diễn              | Nguồn |
| ---- | ------------------------------ | ------------ | --------------------- | ----- |
| 1998 | Gió qua miền tối sáng          | Hiền         | NSND Phạm Thanh Phong |       |
| 1998 | Họa Mi về tổ                   | Phương Trinh | NSƯT Trần Trung Nhàn  |       |
| 1999 | Bi kịch màu trắng              | Cô giáo      | Cao Mạnh              |       |
| 2000 | Ngọn đèn trước gió             | Thu          | NSND Bùi Cường        |       |
| 2000 | Bức đại tự                     | Vợ Nhật      | Mạc Văn Chung         |       |
| 2003 | Hạnh phúc đợi chờ              | Hoàng Hoa    | NSND Nguyễn Anh Dũng  |       |
| 2003 | Vị tướng tình báo và hai bà vợ |              | Bùi Cường             |       |
| 2007 | Mùa cưới                       | Người mẹ     | Đỗ Minh Tuấn          |       |

## Đời tư
Năm 30 tuổi, sau khi đóng phim Kỷ niệm đồi trăng, Phương Thanh đã lập gia đình với người bạn diễn của mình trong phim, Nguyễn Anh Dũng, một diễn viên kịch và điện ảnh (từng là Giám đốc Nhà hát Kịch Việt Nam). Hai người đã có một người con gái.